# Roca Cambiasso
Der Roca Cambiasso ist ein Klippenfelsen im Archipel der Südlichen Orkneyinseln. Er liegt vor dem Kap Murdoch, dem südöstlichen Ausläufer der Mossman-Halbinsel an der Südküste von Laurie Island.
Argentinische Wissenschaftler benannten ihn. Der weitere Benennungshintergrund ist nicht überliefert.